# Schorbach
 Schorbach  es una población y comuna francesa, en la región de Lorena, departamento de Mosela, en el distrito de Sarreguemines y cantón de Bitche.

## Demografía
| 710 | 694 | 695 | 636 | 649 | 621 |
| Para los censos de 1962 a 1999 la población legal corresponde a la población sin duplicidades (Fuente: INSEE [Consultar]) |     |     |     |     |     |